# Seznam českých vojáků, kteří zemřeli v zahraničních misích
Toto je seznam českých vojáků, kteří zemřeli v zahraničních misích od roku 1993, kdy vzniklo samostatné Česko. Od toho roku zemřelo v zahraničních misích celkem 29 příslušníků ozbrojených sil České republiky.
Před rokem 1993 zemřel 19. února 1991 v Saúdské Arábii podporučík Petr Šimonka (* 12. 3. 1970), který byl členem československé protichemické jednotky v Operaci Pouštní bouře. V roce 1993 byl zabit při minometné přestřelce Slovák Igor Rigo, který sloužil ještě v existující československé jednotce.

## Afghánistán
| Datum             | Mise      | Jméno | Poznámka |
| ----------------- | --------- | --- | --- |
| 4. května 2007    | ISAF      | nadrotmistr Nikolaj Martynov (* 27. 10. 1979), pov. na podpraporčíka in memoriam | Příslušník 4. brigády rychlého nasazení v Chrudimi. Zemřel pod lavinou bahna a kamení, když v horách na hlídce vyprošťovali za deště zapadlé vojenské vozidlo. Další dva vojáci byli těžce zraněni. |
| 17. března 2008   | ISAF      | praporčík Milan Štěrba (* 25. 8. 1972), pov. na poručíka in memoriam | Příslušník speciální jednotky vojenské policie zahynul na jihu Afghánistánu při útoku sebevraha. Dva čeští vojáci byli zraněni, jeden z nich (Jiří Schams) těžce. Zahynuli i dva Dánové. |
| 30. dubna 2008    | ISAF      | rotný Radim Vaculík (* 8. 4. 1979), pov. na praporčíka in memoriam | Jako příslušník 102. průzkumného praporu v Prostějově řídil vozidlo Humvee, které najelo na výbušné zařízení, při cestě na základnu Shank v afghánské provincii Lógar. Ve vozidle byli další čtyři vojáci. Nadporučík Robert Chudý byl vážné zraněn, další tři vojáci jen lehce. R. Vaculíkovi udělila ministryně obrany posmrtně Záslužný kříž I. stupně. |
| 31. května 2011   | OMLT ISAF | rotmistr Robert Vyroubal (* 24. 1. 1980), pov. na poručíka in memoriam | Zahynul v provincii Vardak, když obrněné vozidlo Iveco, ve kterém jel, najelo u vesnice Salar na výbušné zařízení. Další dva čeští vojáci byli zraněni. Při nehodě zemřel i afghánský tlumočník. Na jeho památku přejmenovali čeští vojáci v únoru 2013 afghánskou vojenskou základnu Solthan Kheyl na Vyroubal Czech Camp. |
| 9. října 2011     | OMLT ISAF | rotmistr Adrian Werner (* 3. 12. 1979), pov. na poručíka in memoriam | Při útoku na stanoviště COP Salar v provincii Vardak byl těžce raněn a později převezen zpět do České republiky. Po třech měsících v olomoucké vojenské nemocnici svému zranění podlehl. |
| 8. července 2014  | OMLT ISAF | rotmistr David Beneš (* 30. 6. 1986), pov. na štábního praporčíka in memoriam četař Ivo Klusák (* 15. 9. 1980), pov. na štábního praporčíka in memoriam desátník Libor Ligač (* 15. 10. 1981), pov. na štábního praporčíka in memoriam desátník Jan Šenkýř (* 8. 11. 1975), pov. na štábního praporčíka in memoriam | Vojáci byli příslušníci strážní roty na základně Bagrám. Při patrole u základny ve vesnici Qalandar Khil v provincii Parván se stali obětí improvizovaného výbušného zařízení, který odpálil sebevražedný atentátník. Podle mluvčího Tálibánu Zabiulláha Mudžáhida útok provedl muž jménem Abdulláh Gaznáví. Útok se odehrál před místní zdravotnickou klinikou. Při výbuchu zemřeli také dva afghánští policisté a deset civilistů. Dále byl vážně raněn rotmistr Jaroslav Lieskovan, který zemřel o několik dní později v Ústřední vojenské nemocnici v Praze. Všech pět zemřelých vojáků vyznamenal dne 28. října 2014 prezident Miloš Zeman Medailí Za hrdinství. |
| 14. července 2014 | OMLT ISAF | rotmistr Jaroslav Lieskovan (* 14. 1. 1975), pov. na štábního praporčíka in memoriam | Byl vážně raněn 8. července při sebevražedném útoku, při kterém zemřeli čtyři čeští vojáci. Ve vojenské polní nemocnici na základně Bagrám se podrobil čtyřem náročným operacím. Vojenským speciálem byl 13. července večer přepraven do Prahy do Ústřední vojenské nemocnice, kde druhý den zemřel. Od ministra obrany byl vyznamenán Křížem obrany státu in memoriam. Všech pět zemřelých vojáků vyznamenal dne 28. října 2014 prezident Miloš Zeman Medailí Za hrdinství. |
| 5. srpna 2018     | RS        | rotný Martin Marcin (* 14. 2. 1982), pov. na štábního praporčíka in memoriam desátník Kamil Beneš (* 17. 1. 1990), pov. na štábního praporčíka in memoriam desátník Patrik Štěpánek (* 14. 9. 1993), pov. na štábního praporčíka in memoriam                                                                        | Družstvo provádělo patrolu v okolí základny Bagrám, ve městě Čáríkár ji napadl sebevražedný útočník. Zraněni byli i další vojáci, jeden americký a dva afghánští. Tři zemřelí vojáci byli od ministra obrany vyznamenáni Křížem obrany státu in memoriam. Dne 28. října 2018 je prezident Miloš Zeman vyznamenal Medailí Za hrdinství. |
| 22. října 2018    | RS        | rotný Tomáš Procházka (* 19. 12. 1976), pov. na štábního praporčíka in memoriam | Na základně Šindánd zaútočil střelbou na vozidlo českých vojáků příslušník afghánských bezpečnostních sil. Psovod Tomáš Procházka, nacházející se v té době se svým psem na korbě auta, útok nepřežil. Další dva čeští vojáci byli zraněni. Od ministra obrany byl vyznamenán Křížem obrany státu in memoriam a Američané mu udělili Bronzovou hvězdu in memoriam. Dne 28. října 2019 ho prezident Miloš Zeman vyznamenal Medailí Za hrdinství. |

## Bosna a Hercegovina
| Datum             | Mise | Jméno | Poznámka |
| ----------------- | ---- | --- | --- |
| 25. října 1998    | SFOR | celá tříčlenná posádka: major Jaromír Nasavrcký (* 30. 5. 1961), pov. na podplukovníka in memoriam, kapitán Rostislav Samec (* 28. 3. 1961), pov. na majora in memoriam a kapitán Bohumil Vávrů (* 27. 8. 1953), pov. na majora in memoriam | Vojenský vrtulník Mi-17 (trupové číslo 0838) při stoupání narazil do horského hřebenu u obce Stipanići, v nadmořské výšce 1183 m n. m. poblíž města Tomislavgrad.                            |
| 13. července 2001 | SFOR | praporčík Ivan Zapadlo (* 16. 6. 1978), pov. na podporučíka in memoriam | Ženista a příslušník 5. mechanizovaného praporu zemřel na následky výbuchu minometného granátu, který zneškodňoval. Zemřel ve vojenské nemocnici v Šipovu, kam byl transportován vrtulníkem. |

## Egypt
| Datum              | Mise | Jméno                                                                             | Poznámka |
| ------------------ | ---- | --------------------------------------------------------------------------------- | --- |
| 12. listopadu 2020 | MFO  | rotmistryně Michaela Tichá (* 23. 7. 1993), pov. na štábní praporčici in memoriam | Příslušnice 8. úkolového uskupení Armády ČR MFO Sinaj. Při pádu vrtulníku UH-60 Black Hawk na Sinajském poloostrově zemřelo sedm z osmi členů osádky. Příčinou nehody byla technická závada na vrtulníku. Tichá se stala první českou vojákyní, která zemřela na zahraniční misi. |

## Chorvatsko
| Datum           | Mise     | Jméno | Poznámka |
| --------------- | -------- | --- | --- |
| 13. ledna 1994  | UNPROFOR | desátník Václav Martínek (* 2. 6. 1952)                                                                                                | Zemřel při dopravní nehodě u města Udbina. Jeho spolujezdec rotmistr Petr Myška, byl lehce zraněn. |
| 21. března 1995 | UNPROFOR | četař Petr Hos (* 28. 4. 1970) | Zemřel při nehodě vozidla OT-64 v oblasti Ljubovo na silnici D25, která vede z Korenice do Lički Osik. Zemřel cca 1 km od místa, kde 4. srpna 1995 zemřeli rotný Luděk Zeman a četař Petr Valeš. |
| 25. března 1995 | UNPROFOR | kapitán Jozef Palov (* 26. 4. 1961) | Kapitána Jozefa Palova zastřelil nadrotmistr praporu Jiří Máca při vzájemné hádce. Událost se stala v oblasti obce Podlapač, která se nachází v bývalé Republice Srbská Krajina. Dopadu tragické události na osud rodiny Jozefa Palova se věnoval Jan Gazdík ve svém článku pro MF DNES z 8. 12. 2012 s názvem Vykořeněná. |
| 4. srpna 1995   | UNCRO    | rotný Luděk Zeman (* 11. 5. 1958), pov. na podporučíka in memoriam a četař Petr Valeš (* 25. 5. 1973), pov. na podporučíka in memoriam | Zemřeli na následky zranění, které utrpěli během ostřelování pozorovacího stanoviště OSN Tango 23 v rámci Operace Oluja v oblasti Ljubovo u silnice D25, která vede z Korenice do Lički Osik. Stanoviště se nacházelo v nadmořské výšce 1200 metrů. Další tři čeští vojáci byli zraněni. Prezident Václav Havel později oběma mrtvým udělil medaili Za hrdinství.. Zemřeli cca 1 km od místa, kde 21. března 1995 zemřel četař Petr Hos. Dodnes není jasné, zda minometný granát vystřelila chorvatská nebo srbská strana. |

## Irák
| Datum           | Mise                   | Jméno                                                                   | Poznámka |
| --------------- | ---------------------- | ----------------------------------------------------------------------- | --- |
| 22. května 2003 | Operace Trvalá svoboda | nadrotmistr Pavel Mauer (* 15. 4. 1978) pov. na podporučíka in memoriam | Při cestě z Bagdádu do Kuvajtu 9. května nedaleko iráckého Alí al-Gharbí havaroval obrněný vůz Toyota ve kterém byli tři čeští vojáci. P. Mauer byl vážně poraněn na hlavě. Byl letecky převezen do Prahy, kde později ve Vojenské nemocnici zemřel. |

## Kosovo
| Datum             | Mise | Jméno                                                                                           | Poznámka |
| ----------------- | ---- | ----------------------------------------------------------------------------------------------- | --- |
| 14. září 2002     | KFOR | nadrotmistr Vlastislav Hendrich (* 25. 12. 1978) a štábní rotmistr Luděk Severa (* 11. 4. 1977) | Oba příslušníci 1. československého praporu, přišli o život při nehodě obrněného transportéru OT-64 poblíž základny u obce Šajkovac. Při nehodě byli zraněni další tři vojáci. |
| 30. července 2006 | KFOR | praporčík Lubomír Bejdák (* 13. 7. 1972)                                                        | Byl členem vojenské policie 9. kontingentu. Jeho tělo našel kolega v obytném kontejneru na základně ve vesnici Šajkovac. Zemřel na následky střelného zranění.                 |

## Rakousko
| Datum           | Mise     | Jméno                                     | Poznámka                                                                                    |
| --------------- | -------- | ----------------------------------------- | ------------------------------------------------------------------------------------------- |
| 31. května 1994 | UNPROFOR | podplukovník Josef Skyba (* 30. 10. 1956) | Byl členem mise UNPROFOR v Chorvatsku. Zemřel při dopravní nehodě u obce Vösendorf u Vídně. |